# Roquefort (fromage)
Pour les articles homonymes, voir Roquefort.
Le roquefort ([ʁɔk(ə)fɔːʁ]), ou ròcafòrt en occitan rouergat, est un fromage à pâte persillée élaboré dans le sud de la France exclusivement avec des laits crus de brebis.
La meilleure période de consommation de ce fromage français s'étend de janvier à août.
Ce fromage est mentionné expressément pour la première fois au XIe siècle, ce qui en fait un symbole historique de la région des causses et vallées de l'Aveyron. Cette région rurale, établie sur un terroir parfois très difficile à exploiter, en a fait sa richesse financière et culturelle.
De réputation internationale, il est associé à l'excellence de l'agriculture française et à sa gastronomie. Il est même devenu l'emblème de la résistance des producteurs et transformateurs de fromage au lait cru contre les demandes réitérées de la généralisation de la pasteurisation du lait[réf. souhaitée]. Il existe aujourd'hui sous forme industrielle et laitière, sa forme fermière subsiste toutefois encore mais marginalement.
En 1925, en France, « roquefort » est la première appellation d'origine dont l'emploi, du moins dans sa désignation d'un fromage voué au commerce, est encadré administrativement.
Depuis 1979, cette appellation bénéficie d'une appellation d'origine contrôlée (AOC) et, depuis 1996, d'une appellation d'origine protégée (AOP). Cette AOP se caractérise par les grottes afférentes aux fleurines, des failles dans la roche créant un flux d'air continu et donnant une humidité de 80 % minimum et une température de 10 °C en moyenne. Produit par sept fabricants sur une zone de 2 000 × 300 m, le fromage s'affine. Ces conditions permettent le développement du Penicillium roqueforti qui donne au fromage son goût unique.
La marque Société du groupe Lactalis produit 70% du roquefort en France et domine donc largement le secteur de production de ce fromage.

## Histoire

### Graphies de l'appellation «roquefort»
Différentes graphies ont existé :
- française : rocfort[6] ;
- rouergates : rocofórt, roquofórt ou encore rocofouórt[7].

### La légende
Rien ne permet de dater avec certitude l'origine historique du roquefort, mais une légende en raconte la création accidentelle, en faisant un exemple de découverte par sérendipité.
Un berger de jadis, préférant courir les femmes plutôt que de s'occuper de ses brebis, aurait, en partant à la poursuite d'une belle, oublié dans une grotte son casse-croûte composé de pain et de caillé de brebis. N'ayant pu retrouver celle qu'il cherchait, il retourna dans la grotte quelque temps plus tard et retrouva son morceau de pain et son caillé recouvert d'une pellicule de moisissure : le Penicillium roqueforti avait fait son œuvre, transformant le fromage en roquefort…

### Antiquité
Le peuplement de la région est très ancien. Les Rutènes sont arrivés dans la région au VIIIe siècle av. J.-C.. La Graufesenque existe depuis le Ier siècle av. J.-C.
La tradition fromagère date aussi probablement de cette époque. Pline l'Ancien décrivant avec enthousiasme les fromages gaulois, mentionne le « Lesurae Gabalidique pagi », un fromage frais et à conservation courte (« sed brevis, ac musteo tantum commendatio »), fabriqué par les Gabales sur les pentes du mont Lozère et dans le Gévaudan et envoyé à Rome par la colonie de Nîmes. Grégoire de Tours évoque que certains de ces fromages gabales étaient jetés en offrande dans les eaux de l'un des lacs du Mont-Hélanus, consacré à la lune, et consommés durant les repas servis à l’occasion de ce rituel.

### Période médiévale
Charlemagne aurait goûté un fromage persillé lors d'une chevauchée qui le ramenait d'Espagne. L'évêque d'Albi lui aurait servi du fromage persillé :

« L'empereur, dans un de ses voyages, descendit à l'improviste et sans être attendu chez un évêque. C'était un vendredi. Le prélat n'avait point de poisson ; et il n'osait d'ailleurs, à cause de l'abstinence du jour, faire servir de la viande au prince. Il lui présenta donc ce qu'il avait chez lui, de la graisse et du fromage. Charles mangea du fromage ; mais, prenant les taches du persillé pour de la pourriture, il avait soin auparavant de les enlever avec la pointe de son couteau. L'évêque, qui était debout auprès de la table ainsi que, la suite du prince, prit la liberté de lui représenter que ce qu'il jetait était le meilleur du fromage. Charles goûta donc du persillé ; il trouva que son hôte avait raison, et le chargea même de lui envoyer, tous les ans, à Aix-la-Chapelle deux caisses de fromages pareils. Celui-ci répondit qu'il était bien en son pouvoir d'envoyer des fromages ; mais qu'il ne l'était pas d'en envoyer de persillés, parce que ce n'est qu'en les ouvrant qu'on peut s'assurer si le marchand n'a point trompé. Eh bien, dit l'empereur, avant de les faire partir, coupez-les par le milieu ; il vous sera aisé de voir s'ils sont tels que je le désire. Vous n'aurez plus ensuite qu'à rapprocher les deux moitiés, en les assujettissant avec une cheville de bois ; puis vous mettrez le tout en caisse. »

— Notker le Bègue

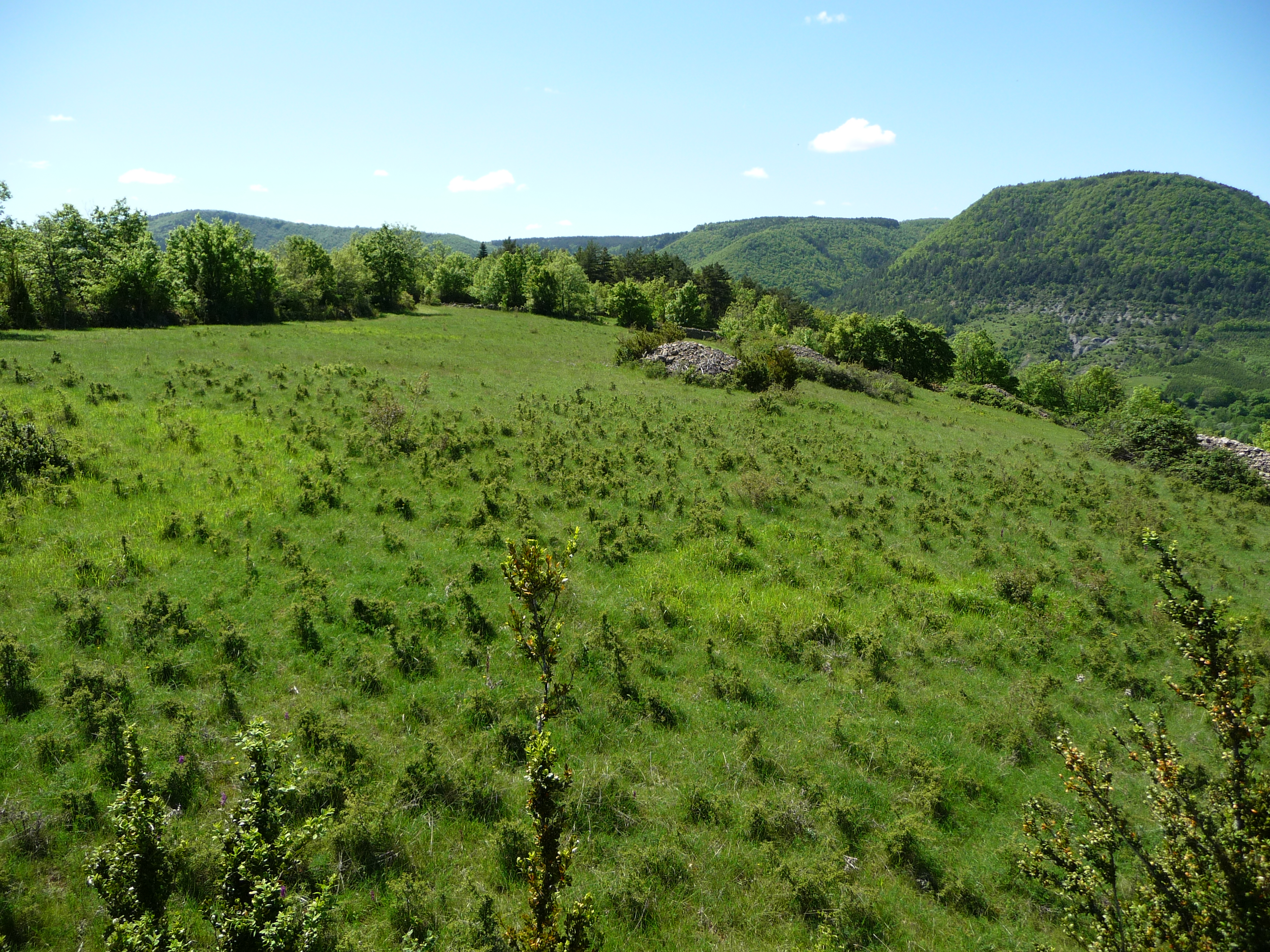
Un pâturage type à brebis : une terre calcaire à pelouses sèches et ses clapàs à proximité immédiate du Larzac.

Le mythe de l'origine ancienne du roquefort (vu comme le premier fromage du monde ou placé par les Romains aussi bien que Charlemagne parmi les fromages les plus réputés à leur époque) relève plus de légendes. Bien que sa production reste locale, il fait cependant partie des fromages médiévaux sortis de l'anonymat,.
Le premier témoignage écrit daterait du XIe siècle. Un acte du cartulaire du monastère de l’abbatiale Sainte-Foy de Conques fait état, vers 1060, d'une donation d'un fromage « de cabanes », c'est-à-dire fabriqué dans les abris installés par les bergers sur les terrains de parcours des moutons.
Au XVe siècle, le roi Charles VI, amateur de ce fromage, octroie au bourg de Roquefort-sur-Soulzon l'exclusivité de l'affinage du fromage (monopole par lettres patentes du 4 juin 1411), reconnaissant l'appellation d'origine et faisant des caves un lieu protégé. À cette époque, les pains de roquefort deviennent une monnaie d'échange. Son fils Charles VII confirme l'exclusivité et décrit les lieux en ces termes : « ce terroir où rien ne pousse, ni pied de vigne, ni grain de blé. »

### Période moderne
Diverses chartes royales confirment le monopole accordé par Charles VI, les habitants de Roquefort ayant divers privilèges de juridiction, franchises et droits d’asile. Plusieurs arrêtés de la cour du parlement de Toulouse protègent le fromage contre les imitations, comme celui de 1666 qui punit les faussaires qui usurpent le nom de roquefort. Au milieu du XVIIe siècle, le fromage est expédié à Paris. Les cabanes en bois sont progressivement remplacées par des constructions en dur qui se concentrent le long de la « rue des Caves ».
Diderot dans la Grande Encyclopédie en 1742 le qualifie de « roi des fromages » et « premier fromage de l'Europe ».

### Période contemporaine
Le volume de fabrication et la reconnaissance du roquefort prennent leur essor au XIXe siècle grâce à la sélection d'une race laitière très productive, la brebis de Lacaune, la mise en place d’un réseau commercial étoffé de représentants et la révolution des transports, notamment les transports ferroviaires. Le Second Empire est ainsi l'âge du roquefort comme du champagne : on « veut du bleu jusque dans le fromage ». La fabrication des fromages, transformation jusque-là assurée uniquement par les paysans qui opéraient de façon totalement fermière, commence à s'industrialiser, ce qui favorise la commercialisation du roquefort dans toute la France et son exportation, des pains de roquefort rangés dans des jarres traversant les mers sur les grands voiliers. Une colonie de Rouergats, soldats de la Guerre d'indépendance des États-Unis, participent à sa renommée en se faisant livrer le fromage de leur pays. Des ambassadeurs et consuls américains déclarent que ce fromage participe comme le champagne au renom de la France aux États-Unis.
En 1840, une maison montpelliéraine, la maison Rigal, accréditée par la Banque Durand-Palerme, tente le monopole de l'exploitation des caves et fonde en 1842 la première société de Roquefort, « Rigal et Cie ». Les sept principaux maîtres de caves s'entendent pour racheter cette entreprise et former en 1851 la grande maison fabricante de roquefort, la Société civile de Roquefort. Cette société devient à partir de 1856 la Société des Caves-Réunies puis est transformée en 1882 en Société anonyme des Propriétaires de Roquefort. Cette entreprise devient propriétaire de la marque (dépôt au tribunal de commerce de Saint-Affrique le 4 mai 1863) qui inclut dans son logo ovale vert l'abeille (symbole du travail bien fait) et préside alors aux initiatives techniques de l'industrie fromagère : introduction des brosseuses et piqueuses mécaniques en 1873, installation à partir de 1885 de chambres réfrigérées qui permettent d'arrêter la maturation pendant un an, suivant les demandes de la consommation. Dugaret, laitier à Lunel, établit la première laiterie industrielle en 1876. Louis Rigal crée en 1893 une première fromagerie de roquefort à Lumiu, près de Calvi. D'autres sociétés s'établissent dans le Pays Basque et le Béarn. Ces fromageries fabriquent les fromages en blanc. Pour l'affinage et le mûrissement, la production pyrénéenne s'achemine en Aveyron où seules les caves à fleurines permettent le mûrissement.
Par la loi du 26 juillet 1925, « Roquefort » se voit protégé administrativement par la reconnaissance de son appellation d'origine protégée (ce fut le premier fromage français à obtenir cette appellation) face à l'essor des fromages bleus et des roqueforts au lait de vache. En 1996, c'est la reconnaissance européenne avec l'AOP. Le dernier décret en cours de validité a été signé en 2001.

## Terroir d'élaboration

### Décret de 1987
Le décret du 1er janvier 1987 définissait une aire très grande : la totalité des départements des Alpes-Maritimes, Aude, Aveyron, Bouches-du-Rhône, Corse-du-Sud, Haute-Corse, Gard, Gers, Gironde, Hérault, Lot-et-Garonne, Lozère, Pyrénées-Atlantiques, Tarn, Tarn-et-Garonne et Var, ainsi qu'une fraction des départements suivants : Alpes-de-Haute-Provence, Dordogne, Haute-Garonne, Landes et Lot.

### Aire d'appellation

Territoire de l'appellation d'origine du fromage Roquefort

Quelques paysages variés de l'aire d'appellation roquefort
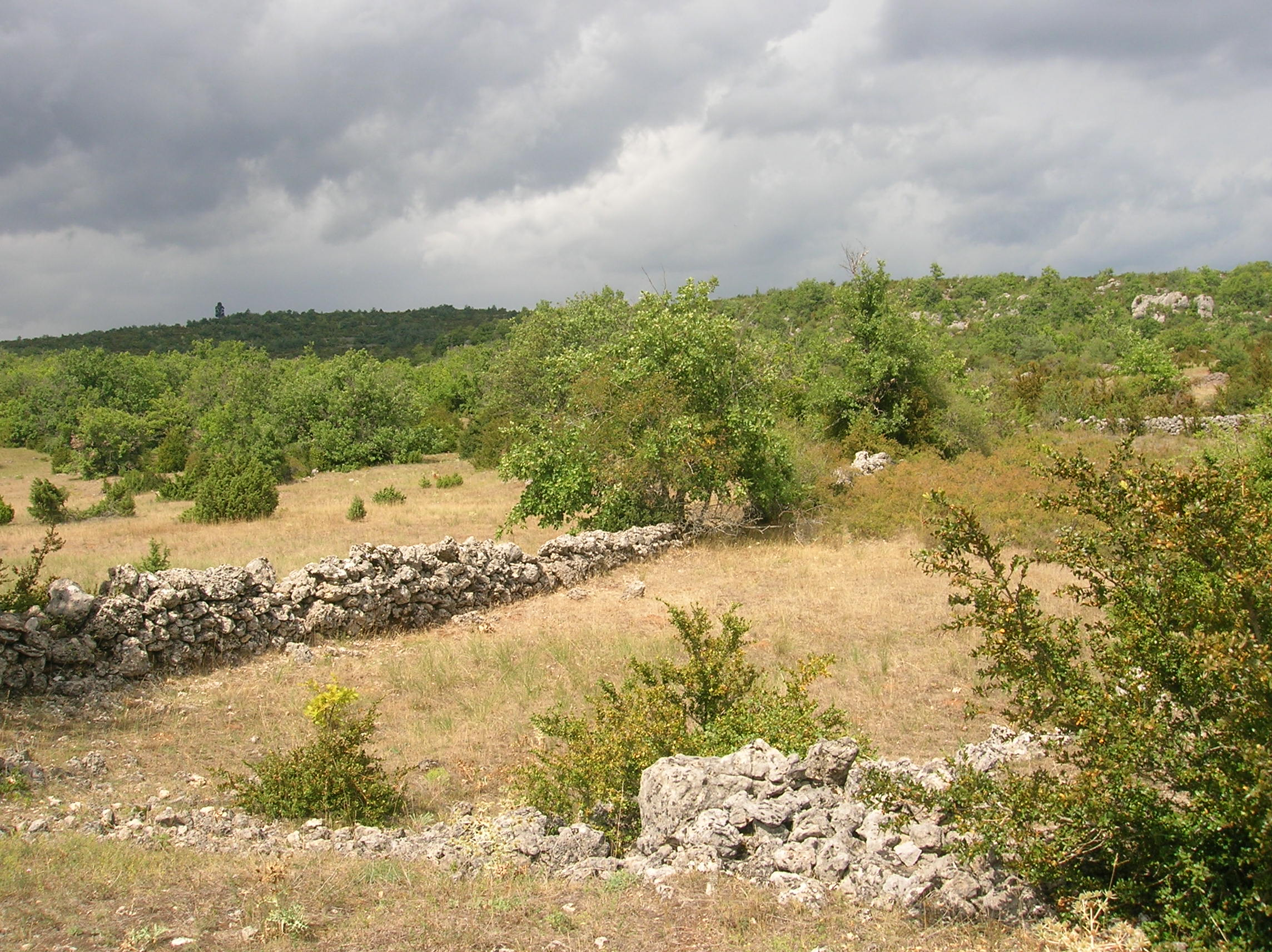
Paysage agricole sur le Larzac.
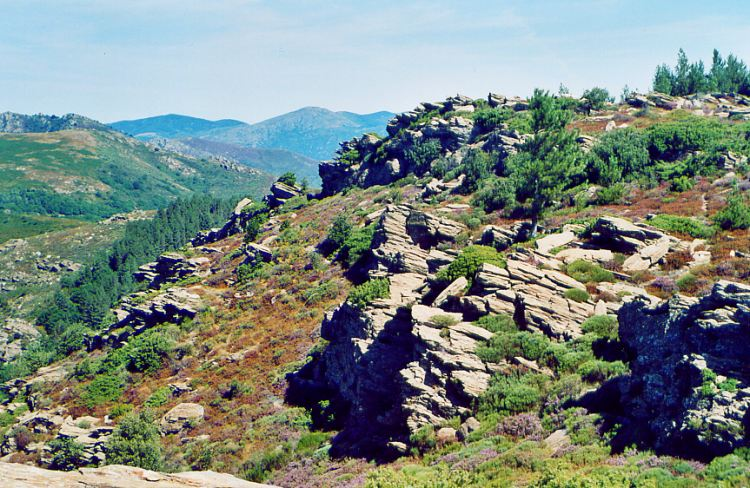
Massif du Caroux.
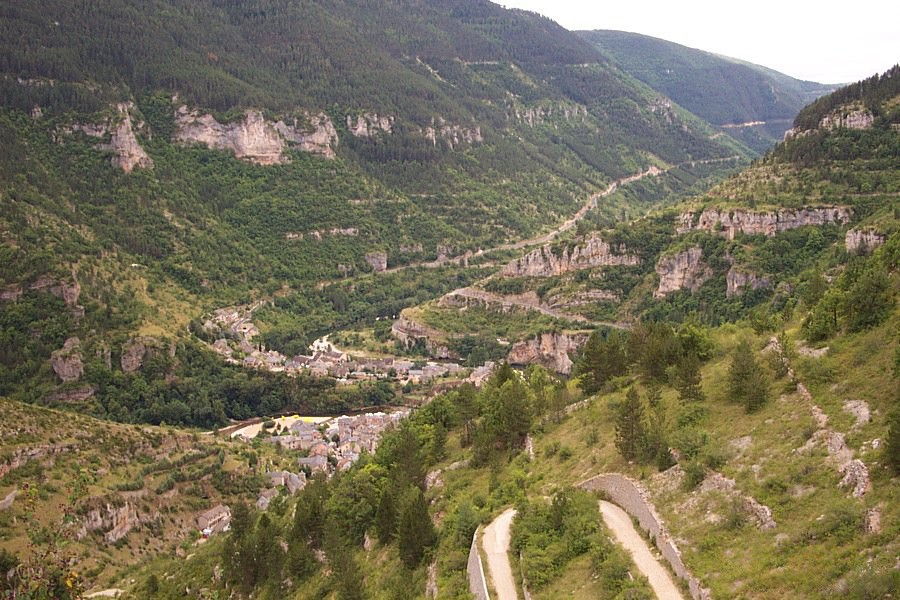
Paysage des gorges du Tarn.
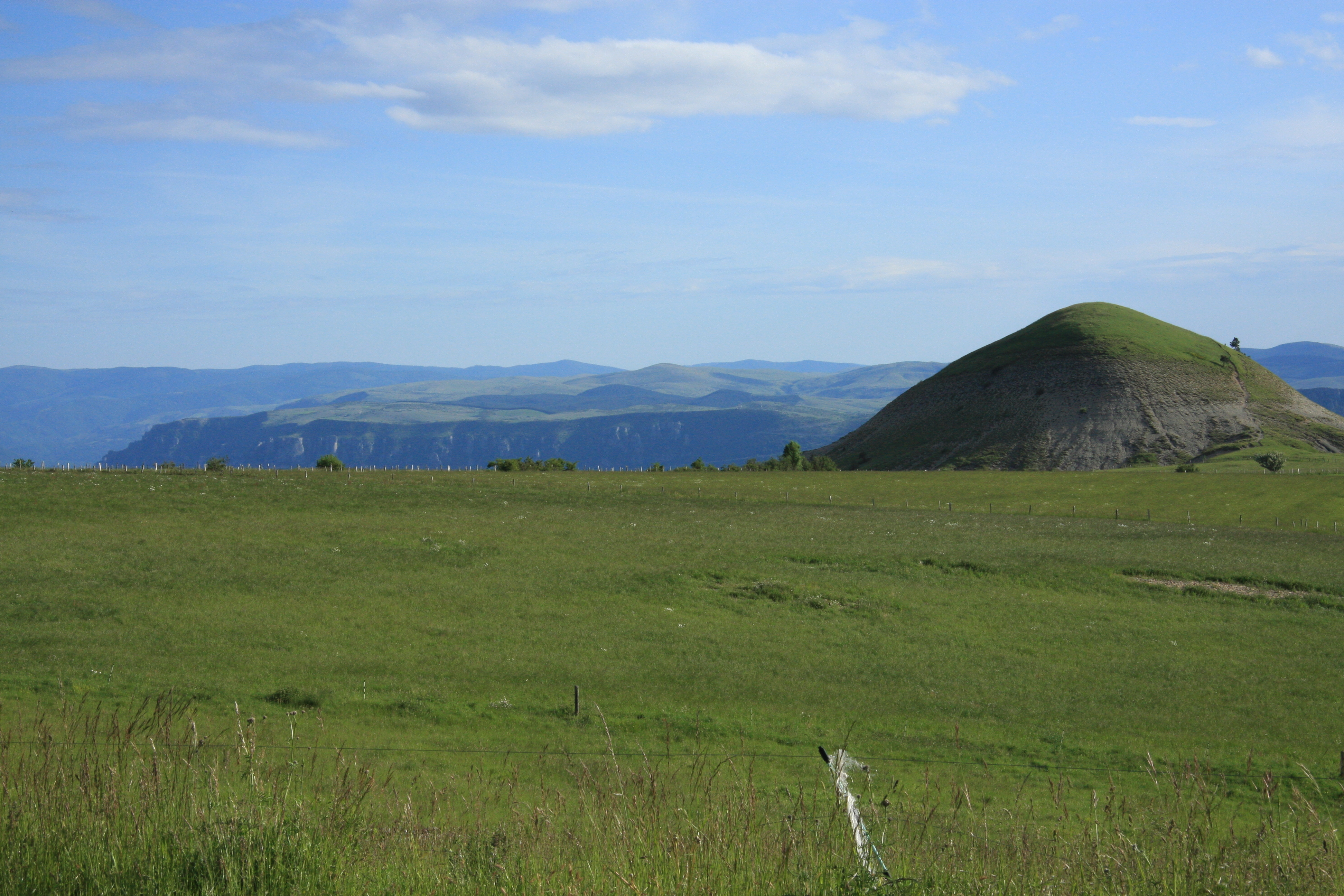
Les Bondons sur le mont Lozère.

La zone de collecte des laits est limitée aux fermes situées dans un territoire d'un rayon de 100 km environ autour du bourg de Roquefort-sur-Soulzon à proximité de la ville de Saint-Affrique dans l'Aveyron. Ce terroir comprend tout ou partie des départements de la Lozère, de l'Aveyron, du Tarn, de l'Aude, de l'Hérault et du Gard.

### Production et emplois en 2024
En 2024 le roquefort assure le revenu de 2 600 éleveurs et de 2 000 employés de laiteries dans six départements, mais principalement autour de Roquefort-sur-Soulzon où il est affiné, pour une production totale d'environ 15 000 tonnes de fromage.
Le groupe Lactalis représente désormais plus de 50 % de la production totale de roquefort. De plus, depuis 2019, ce groupe industriel laitier produit et commercialise  un « bleu de brebis » pasteurisé, reprenant les codes d'emballage du roquefort, ce qui a soulevé des protestations de certains éleveurs, notamment de José Bové.

### La production du lait

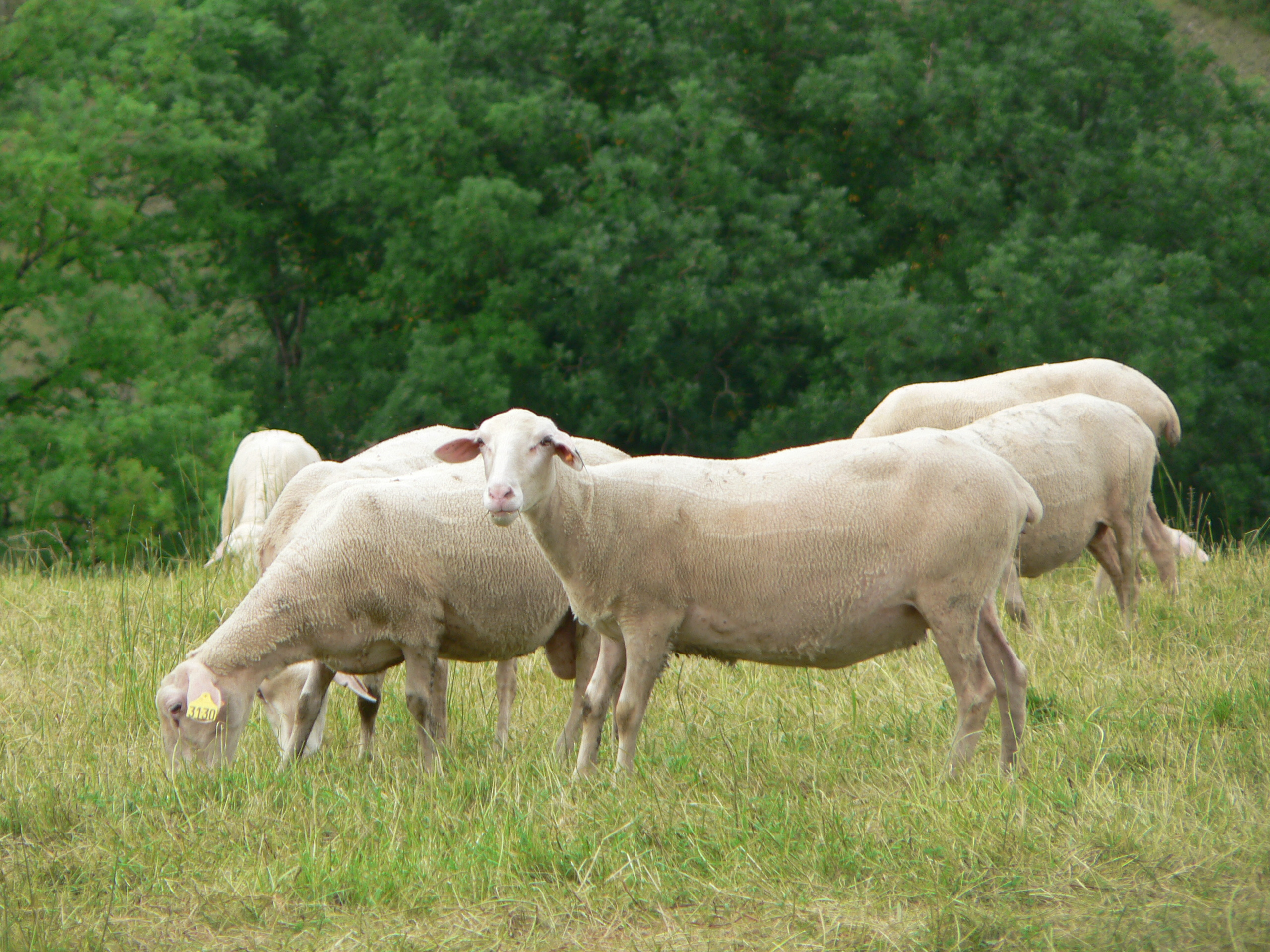
Un troupeau de brebis de race Lacaune.

#### La brebis lacaune
Le lait de brebis provient exclusivement de la race Lacaune, une race blanche, mais le décret d'appellation tolère les brebis noires qui ont le type racial de la lacaune. Cette race a été créée en 1942 par la fusion de races régionales comme la caussenarde, la camarès ou la lauragaise. Race rustique, elle a été sélectionnée pour donner plus de lait, mais la rusticité a été prise en compte lors du travail de sélection. Elle s'est adaptée aux conditions climatiques rigoureuses, marquées par des variations brutales de température.
Une seconde sélection a créé une population de moutons lacaune à viande, à la conformation de carcasse bien adaptée au marché des agneaux. Cette sous-race est destinée à la vente de bélier. Ainsi, les agriculteurs vendant leur lait aux transformateurs de la filière roquefort peuvent mieux valoriser les agneaux.

#### Élevage ovin laitier

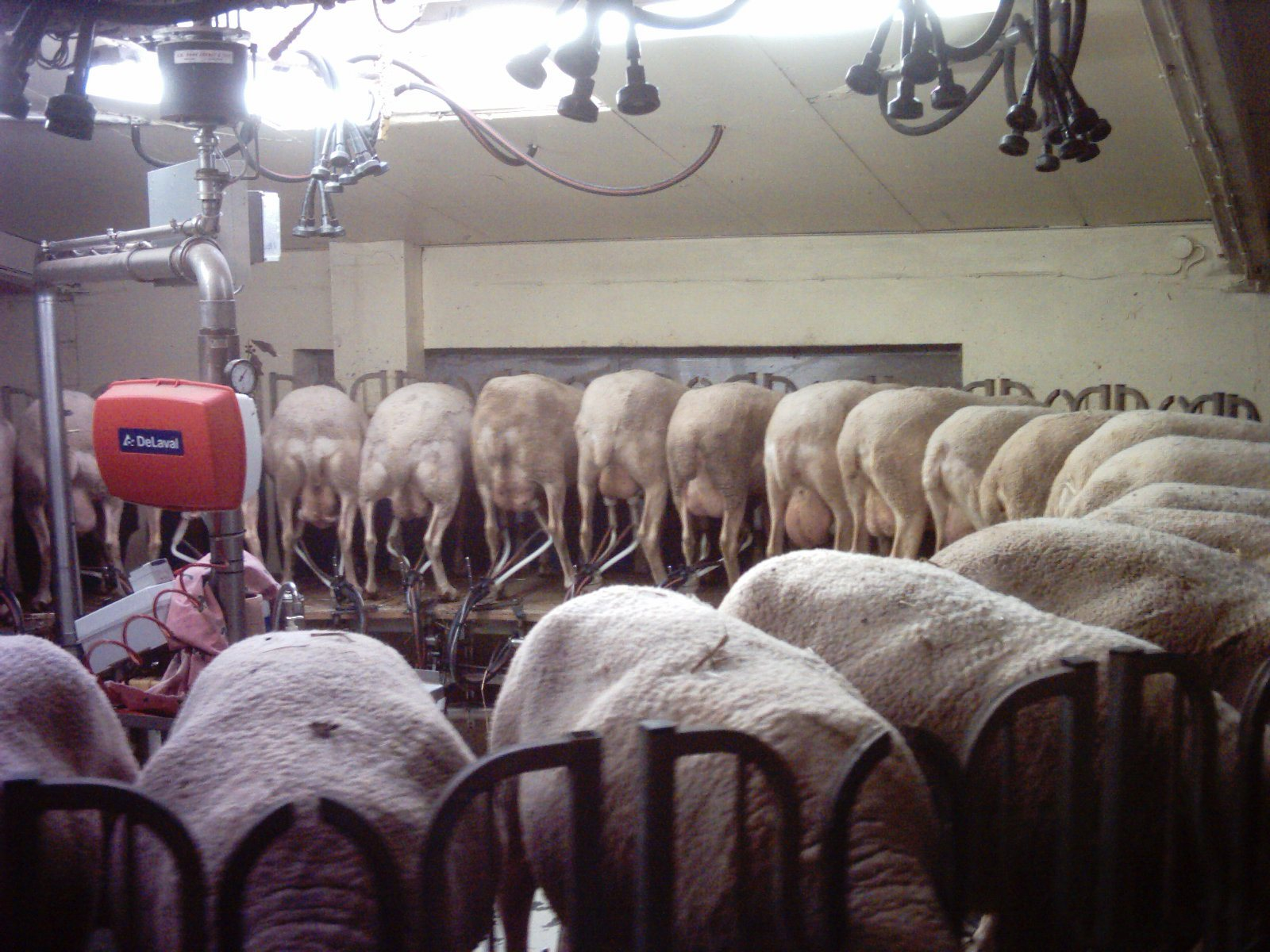
Salle de traite pour brebis dans l'Aveyron.

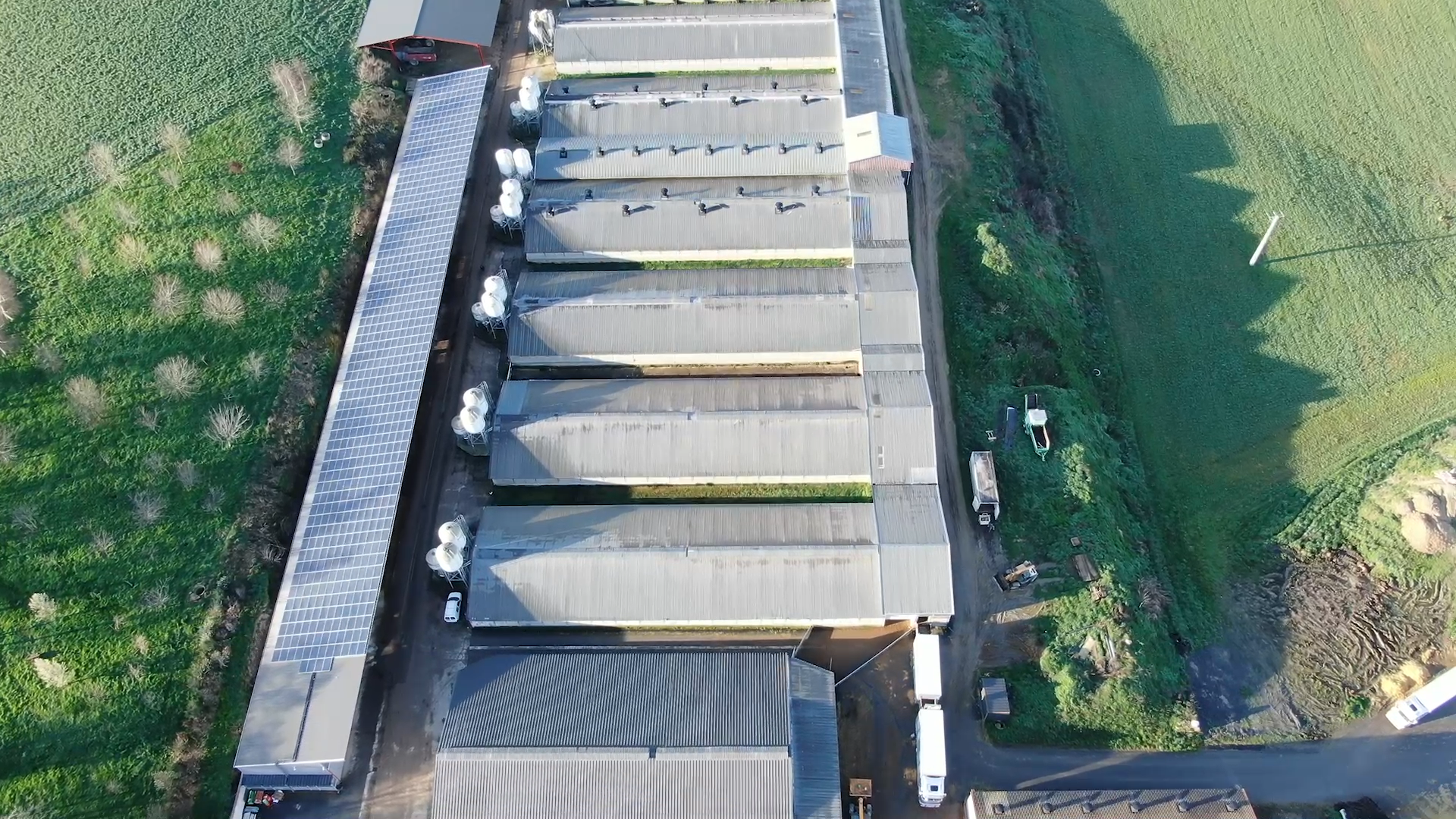
Une bergerie.

L'alimentation des brebis à la bergerie peut être à base d'herbe fraîche, de fourrage et de céréales, dont au moins 75 % doit provenir de l'aire d'appellation, selon le texte du décret d'appellation. Avec l'accord de l'INAO, une dérogation à l'article du décret relatif à l'alimentation des brebis peut être octroyée en cas de force majeure : sécheresse, aléa climatique… Un complément azoté peut être ajouté à la ration (protéagineux). Le pâturage est obligatoire et quotidien pendant la saison où l'herbe est verte si le temps le permet. L'élevage hors sol ou en stabulation permanente en bergerie sont interdits.
Des discussions ont été entamées au sein des représentants de l'appellation, concernant la définition du fourrage : herbe séchée ou fourrage fermenté ? (ensilage d'herbe ou enrubanné (semi-ensilage)). Certains producteurs prennent en exemple ceux du fromage laguiole pour refuser de donner des produits fermentés. Les industriels appuient cette demande en raison de la meilleure qualité microbiologique du lait. Cependant, les investissements nécessaires pour produire du foin de qualité et supprimer les fourrages fermentés font hésiter nombre de producteurs ; ils continuent de distribuer des aliments ensilés ou enrubannés.

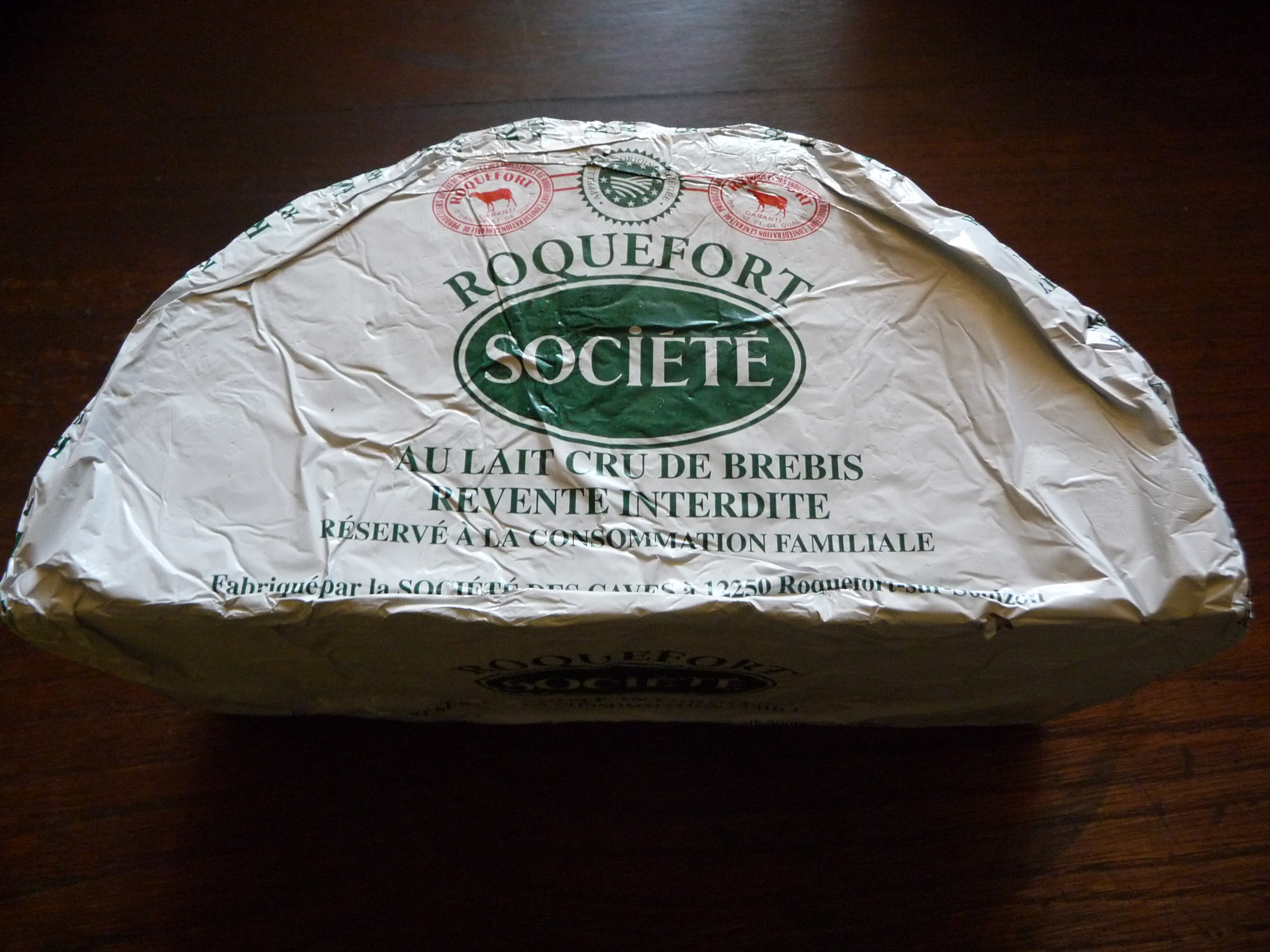
Roquefort pour la consommation familiale des éleveurs.

La traite a lieu deux fois par jour. Le lait ne peut être stocké plus de 24 h à la ferme. Le ramassage prélève le lait des deux traites de la journée. Après filtration, le lait est stocké au froid. Il ne peut pas être écrémé, ni acide.
La traite des brebis commence 22 jours après l'agnelage. L'agneau est donc séparé de sa mère, élevé à la poudre de lait ou vendu à un engraisseur. La lactation a lieu pendant six mois, de janvier à fin juin.

### Fabrication des pains

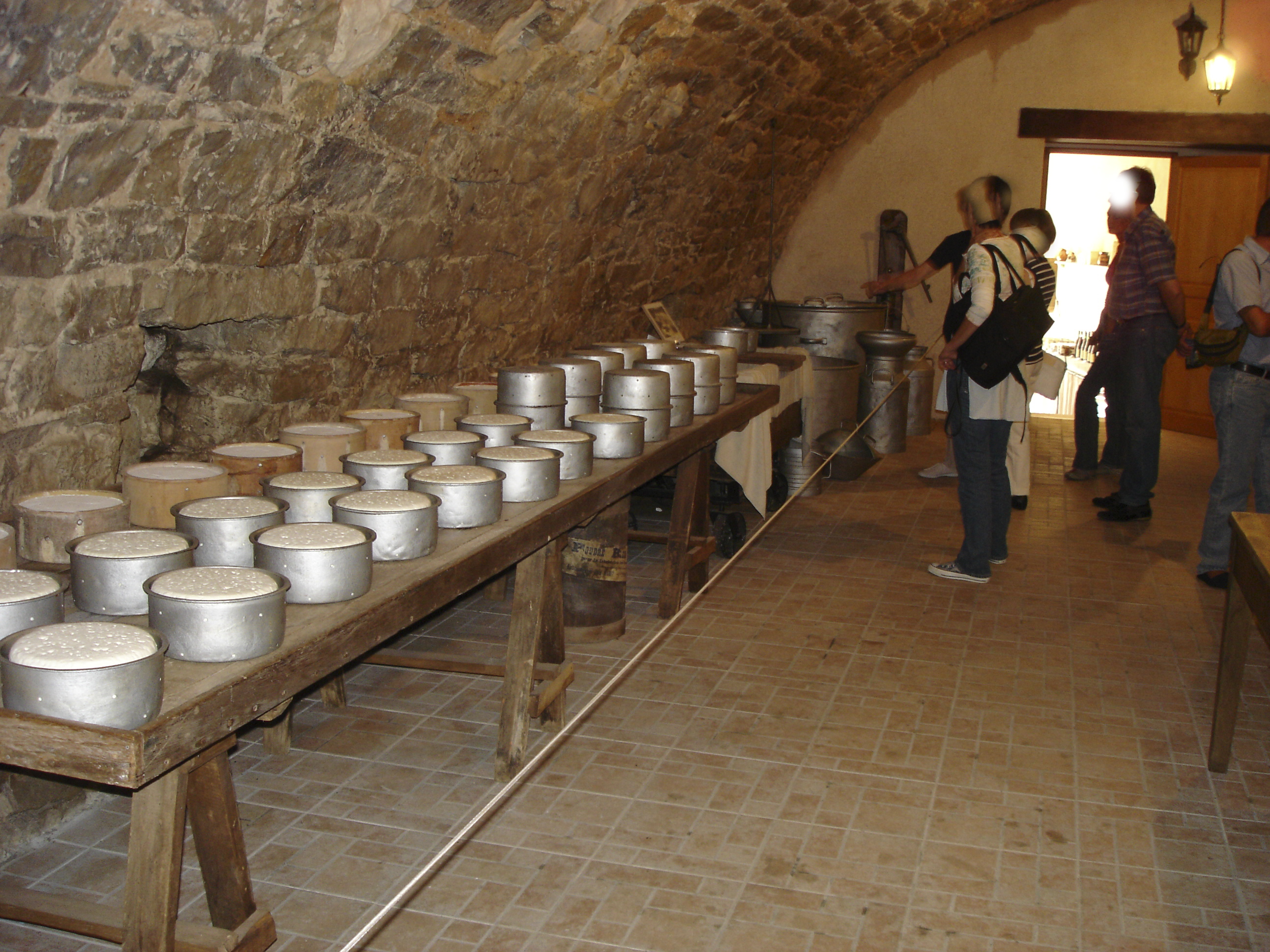
Musée des traditions de Cornus. Reconstitution d'une cave de fabrication des fourmes : l'égouttage.

Un lait qui n'est pas conforme au décret ne peut pas pénétrer dans un atelier de fabrication de roquefort.
Le fromage provient de laits crus de brebis non normalisés en protéine et matière grasse et mélangés car provenant de différents éleveurs-producteurs de lait. Il peut être filtré pour éliminer les particules d'impureté mais la microfiltration, qui ôterait au lait des micro-organismes, est interdite.
Le lait est réchauffé entre 28 et 34 °C pour l'emprésurage. Ce dernier doit être pratiqué sur des stocks de lait issus de traites de moins de 48 heures. À ce stade, le lait est ensemencé avec des ferments lactiques (Lactococcus lactis), gazogènes (Leuconostoc mesenteroïdes) mais surtout avec des spores d'un champignon microscopique : Penicillium roqueforti. Chaque cave doit avoir une petite partie réservée à la conservation de sa souche de moisissure dans un microclimat favorable.
Une fois coagulé, le caillé est découpé et brassé. Il est mis dans des moules sur des tables d'égouttage sans pressage. Après démoulage, un ensemencement de surface peut être effectué (non obligatoire) et la fourme est salée au sel sec (pas de bain de saumure).
Avant l'affinage, le fromage est piqué : le fromage est transpercé par des aiguilles pour aérer l'intérieur et favoriser le développement de la moisissure. Cette opération a lieu à la fromagerie ou à la cave, 48 h maximum avant le début de l'affinage (exception faite lors des jours fériés).

### L'affinage

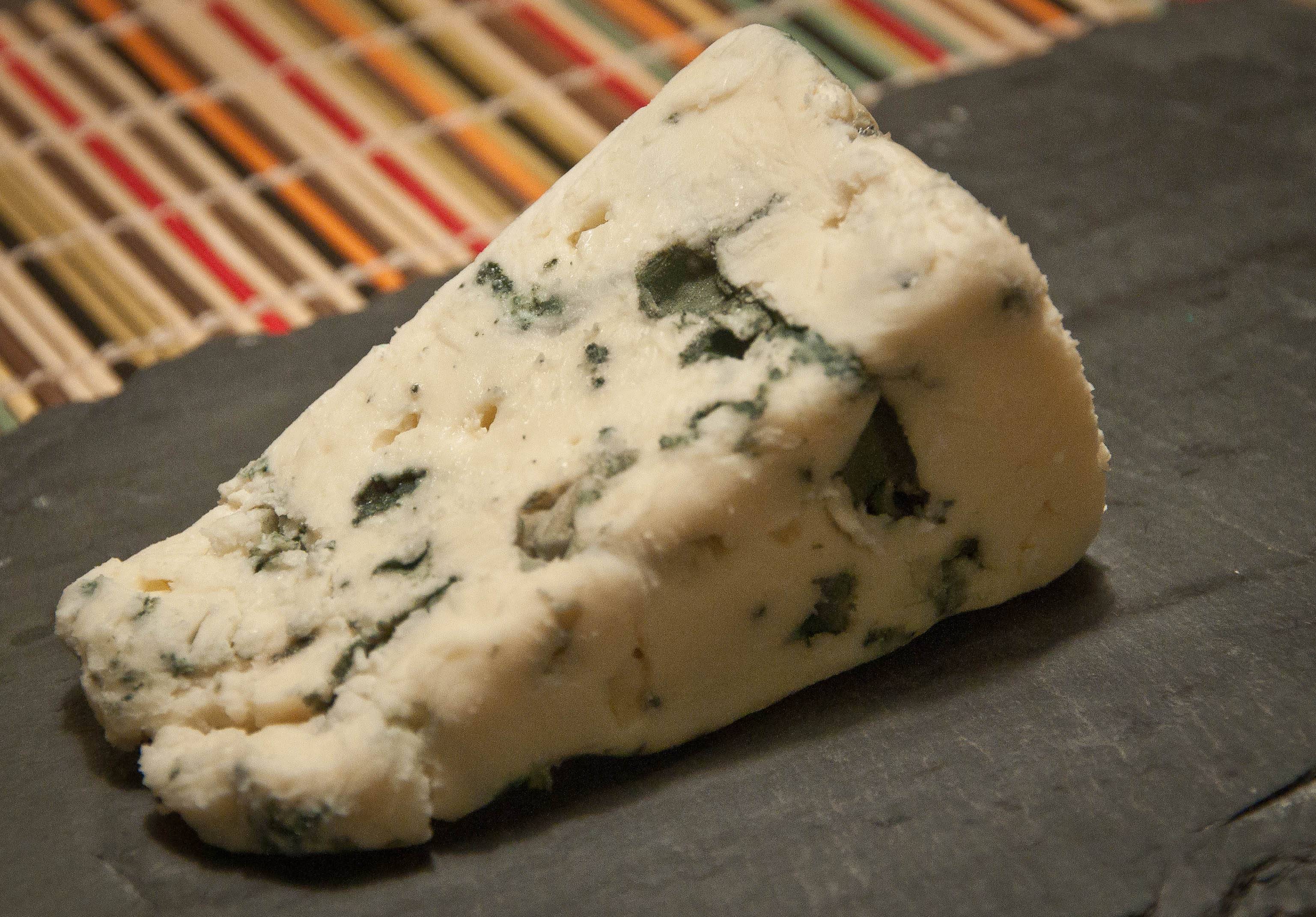
Morceau de roquefort affiné deux mois.

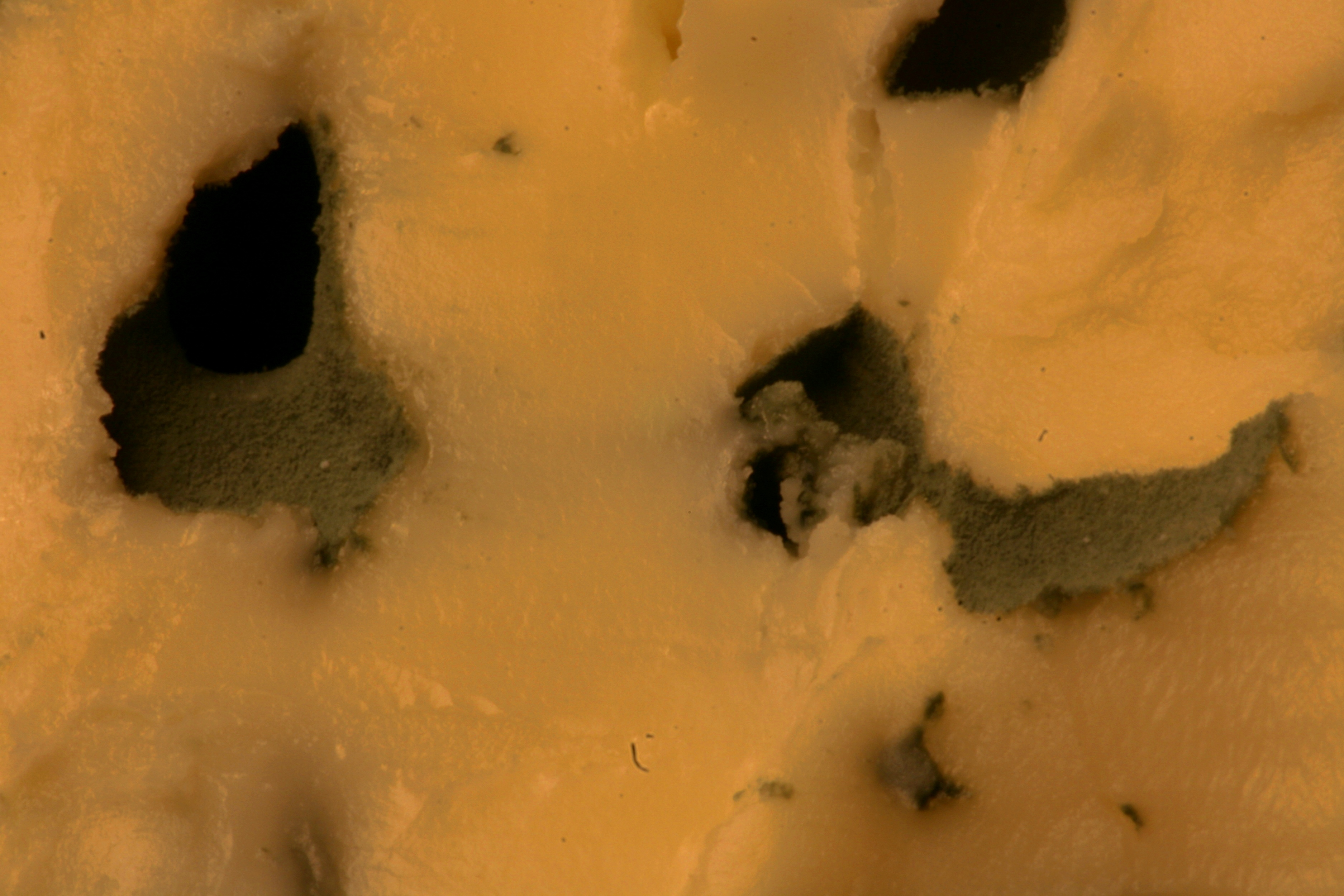
Penicillium roqueforti sur un fromage à maturité.

L'affinage, la maturation, le découpage et l'emballage final sont circonscrits à la seule commune de Roquefort-sur-Soulzon et même limités à la zone des éboulis de la montagne du Combalou, longue de 2 km sur 300 m de large. En effet, l'affaissement de la falaise a créé des cavités naturelles à la température et l'hygrométrie bien précise. Une ventilation naturelle est assurée par des fissures dans la roche : les fleurines. Ce sont ces caractéristiques qui donnent leur particularité aux caves de Roquefort.
Le fromage doit rester au moins 14 jours en cave. Selon les entreprises, il est affiné sur des lattes de bois (méthode traditionnelle), ou dans des caissettes en plastique (méthode industrielle) le temps nécessaire au bon développement du Penicillium roqueforti. Il est ensuite enveloppé dans une feuille d'étain (quelques marques dont le leader Société remplacent désormais l'étain par un mélange aluminium/plastique[réf. souhaitée]) par une cabanièr (cavetière) ou, pour les grandes maisons, une machine spéciale. Il poursuit son affinage de 90 jours minimum dans une salle de maturation, à la température contrôlée, ce qui permet de réguler l'évolution du Penicillium roqueforti. La période de lactation des brebis n'étant que de six mois, de décembre à juin, le ralentissement de maturation de certains stocks permet d'étaler sur l'année la commercialisation des produits.
Les fromages entiers ou découpés doivent porter sur l'emballage la mention « appellation d'origine protégée roquefort ».

## Le fromage
Le roquefort est un fromage à pâte persillée avec un poids moyen de 2,7 kg se présentant sous la forme d'un cylindre de 19 à 20 cm de diamètre. Il est de couleur blanc crème ou ivoire à l'extérieur ; la surface peut suinter légèrement. À l'intérieur, sa couleur ivoire est persillée de moisissures. Leur couleur peut être majoritairement grise, bleue ou verte.

### Consommation

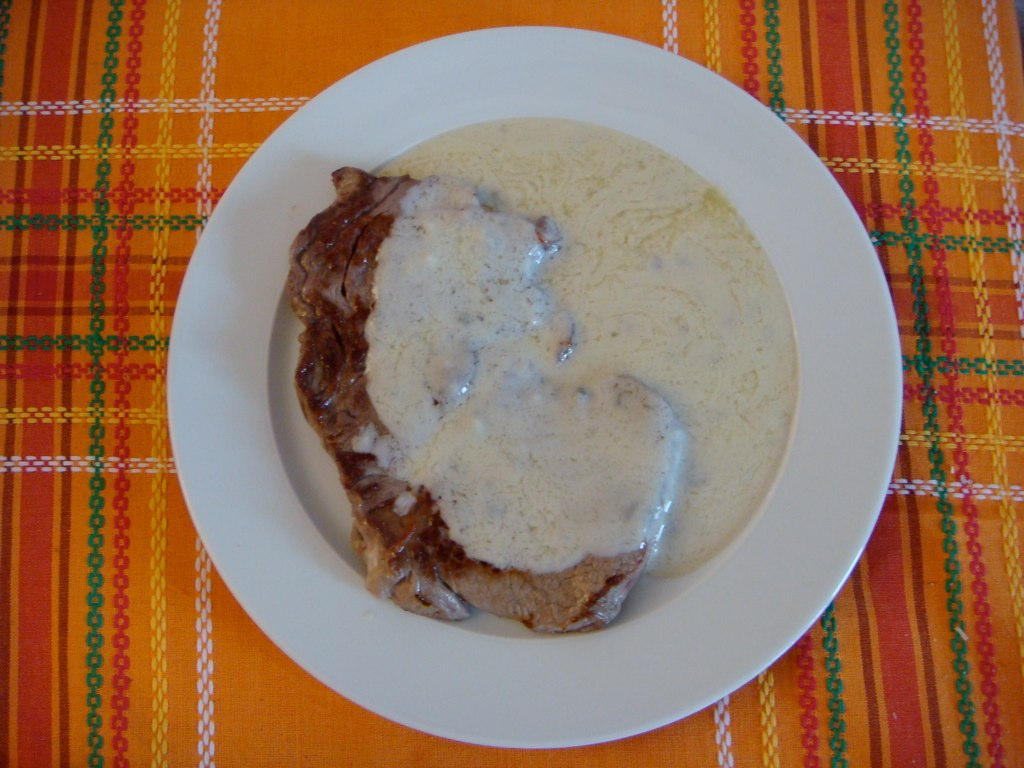
Entrecôte au roquefort.

À la consommation, il offre une structure friable à crémeuse. La période de consommation idéale s'étale d'avril à octobre après un affinage de 5 mois.
Il doit être conservé dans son emballage d'origine ou dans un papier aluminium afin de le préserver du dessèchement et placé au fond du réfrigérateur ou dans une cave fraîche. Afin de lui permettre de donner tout son potentiel organoleptique, il est conseillé de le chambrer environ une heure avant la consommation et de lui éviter les brusques changements de températures.
Depuis une vingtaine d'années, la gastronomie locale s'est vue gratifiée d'un grand nombre de recettes à base de roquefort, allant des salades aux sauces pour la viande en passant par les pâtisseries salées : tourte, quiche, feuilleté…
|                                                  | pour 100 g |
| eau                                              | 42,6 g     |
| lipides                                          | 32 g       |
| dont acides gras saturés                         | 21 g       |
| dont acides gras monoinsaturés                   | 6,11 g     |
| dont acides gras polyinsaturés                   | 0,99 g     |
| dont cholestérol                                 | 98 mg      |
| protéines                                        | 18,7 g     |
| sodium                                           | 1 600 mg   |
| acide carboxylique                               | 900 mg     |
| calcium                                          | 608 mg     |
| phosphore                                        | 430 mg     |
| potassium                                        | 120 mg     |
| magnésium                                        | 27 mg      |
| zinc                                             | 3,7 mg     |
| vitamine B3                                      | 700 µg     |
| vitamine B2                                      | 560 µg     |
| activité vitaminique E, équivalents α-tocophérol | 550 µg     |
| fer                                              | 400 µg     |
| vitamine B5                                      | 400 µg     |
| vitamine A                                       | 253 µg     |
| vitamine B6                                      | 120 µg     |
| cuivre                                           | 80 µg      |
| iode                                             | 50 µg      |
| vitamine B1                                      | 50 µg      |
| vitamine B9                                      | 40 µg      |
| manganèse                                        | 20 µg      |
| sélénium                                         | 5,9 µg     |
| vitamine B12                                     | 0,5 µg     |
| vitamine D                                       | 0,29 µg    |
| alcool (éthanol)                                 |            |
| β-carotène                                       |            |
| fibres alimentaires                              |            |
| glucides                                         |            |
| vitamine C                                       |            |
| énergie                                          | 1 514 kJ   |
| énergie                                          | 366 kcal   |

### Fabricants et marques commerciales
| Marque commerciale                                    | Propriétaire (depuis…) | Fabricant (ou transformateur) | Procédé d'obtention        | Volumes de transformation (en tonne) | Photographies |
| ----------------------------------------------------- | --- | --- | -------------------------- | ------------------------------------ | ------------- |
| Société (marque com. dép. en 1863)                    | Lactalis (depuis 1992) | Société des Caves et des Producteurs Réunis de Roquefort (SCPR) (dit cour. « Société des Caves » et « Société », fondée en 1842)   | Industriel                 | 13400 (chiffres juin 2007)           |               |
| Société 1863                                          | Lactalis (depuis 1992) | Société des Caves et des Producteurs Réunis de Roquefort (SCPR) (dit cour. « Société des Caves » et « Société », fondée en 1842)   | Industriel                 | 13400 (chiffres juin 2007)           |               |
| Cave Abeille                                          | Lactalis (depuis 1992) | Société des Caves et des Producteurs Réunis de Roquefort (SCPR) (dit cour. « Société des Caves » et « Société », fondée en 1842)   | Industriel                 | 13400 (chiffres juin 2007)           |               |
| Caves Baragnaudes La délicatesse                      | Lactalis (depuis 1992) | Société des Caves et des Producteurs Réunis de Roquefort (SCPR) (dit cour. « Société des Caves » et « Société », fondée en 1842)   | Industriel                 | 13400 (chiffres juin 2007)           |               |
| Baragnaudes des Fées                                  | Lactalis (depuis 1992) | Société des Caves et des Producteurs Réunis de Roquefort (SCPR) (dit cour. « Société des Caves » et « Société », fondée en 1842)   | Industriel                 | 13400 (chiffres juin 2007)           |               |
| Louis Rigal                                           | Lactalis (depuis 1992) | Société des Caves et des Producteurs Réunis de Roquefort (SCPR) (dit cour. « Société des Caves » et « Société », fondée en 1842)   | Industriel                 | 13400 (chiffres juin 2007)           |               |
| Maria Grimal                                          | Lactalis (depuis 1992) | Société des Caves et des Producteurs Réunis de Roquefort (SCPR) (dit cour. « Société des Caves » et « Société », fondée en 1842)   | Industriel                 | 13400 (chiffres juin 2007)           |               |
| Caves des Templiers                                   | Lactalis (depuis 1992) | Société des Caves et des Producteurs Réunis de Roquefort (SCPR) (dit cour. « Société des Caves » et « Société », fondée en 1842)   | Industriel                 | 13400 (chiffres juin 2007)           |               |
| La Cave Blanche                                       | Lactalis (depuis 1992) | Société des Caves et des Producteurs Réunis de Roquefort (SCPR) (dit cour. « Société des Caves » et « Société », fondée en 1842)   | Industriel                 | 13400 (chiffres juin 2007)           |               |
| Roquebelle                                            | Lactalis (depuis 1992) | Société des Caves et des Producteurs Réunis de Roquefort (SCPR) (dit cour. « Société des Caves » et « Société », fondée en 1842)   | Industriel                 | 13400 (chiffres juin 2007)           |               |
| Marival                                               | Lactalis (depuis 1992) | Société des Caves et des Producteurs Réunis de Roquefort (SCPR) (dit cour. « Société des Caves » et « Société », fondée en 1842)   | Industriel                 | 13400 (chiffres juin 2007)           |               |
| Papillon Taste Noir                                   | Fromageries Papillon (depuis 1906)                                                                                             | Fromageries Papillon | Industriel                 | 1440 (chiffres mai 2011)             |               |
| Papillon Rouge                                        | Fromageries Papillon (depuis 1906)                                                                                             | Fromageries Papillon | Industriel                 | 1440 (chiffres mai 2011)             |               |
| Papillon Révélation                                   | Fromageries Papillon (depuis 1906)                                                                                             | Fromageries Papillon | Industriel                 | 1440 (chiffres mai 2011)             |               |
| La Coccinelle                                         | Fromageries Papillon (depuis 1906)                                                                                             | Fromageries Papillon | Industriel                 | 360 (chiffres mai 2011)              |               |
| Gabriel Coulet                                        | Établissements Gabriel Coulet SA (depuis 1872)                                                                                 | Établissements Gabriel Coulet SA                                                                                                   | Industriel                 | 1800                                 |               |
| Castelviel                                            | Établissements Gabriel Coulet SA (depuis 1872)                                                                                 | Établissements Gabriel Coulet SA                                                                                                   | Industriel                 | 1800                                 |               |
| Cosse Noir                                            | Établissements Gabriel Coulet SA (depuis 1872)                                                                                 | Établissements Gabriel Coulet SA                                                                                                   | Industriel                 | 1800                                 |               |
| La Petite Cave                                        | Établissements Gabriel Coulet SA (depuis 1872)                                                                                 | Établissements Gabriel Coulet SA                                                                                                   | Industriel                 | 1800                                 |               |
| La Pastourelle                                        | Coop. d'éleveurs SCA La Pastourelle                                                                                            | Les Fromageries Occitanes | Industriel                 |                                      |               |
| L'Arbas, Cantorel                                     | Coopérative 3A | Les Fromageries Occitanes | Industriel                 |                                      |               |
| Vernières (marque com. dép. en 1889)                  | Entreprise Vernières Frères (filiation Vernières impliquées depuis des temps reculés dans la fabrication de fromage roquefort) | Entreprise Vernières Frères | Industriel                 | 1300 (chiffres juillet 2013)         |               |
| Vernières Black Label                                 | Entreprise Vernières Frères (filiation Vernières impliquées depuis des temps reculés dans la fabrication de fromage roquefort) | Entreprise Vernières Frères | Industriel                 | 1300 (chiffres juillet 2013)         |               |
| Cave Indépendante (marque commerc. dép. en 1935)      | Entreprise Vernières Frères (filiation Vernières impliquées depuis des temps reculés dans la fabrication de fromage roquefort) | Entreprise Vernières Frères | Industriel                 | 1300 (chiffres juillet 2013)         |               |
| Le Vieux Berger                                       | SARL Yves Combes (depuis 1923)                                                                                                 | SARL Yves Combes | Laitier (ou « artisanal ») | 150                                  |               |
| Carles                                                | Établissements Carles (depuis 1927)                                                                                            | Établissements Carles | Fermier                    | 240 (chiffres février 2012)          |               |
| Marques de distributeurs (prétranché-portion-emballé) | Grande distribution | Société des Caves et des Producteurs Réunis de Roquefort (SCPR) Fromageries Papillon Éts Gabriel Coulet, Les Fromageries Occitanes | Industriel                 |                                      |               |

## Les organismes officiels
La Fédération régionale des éleveurs de brebis a été fondée en 1922. Elle élit neuf représentants. La Fédération des syndicats des industriels de roquefort a été fondée en 1926. Elle élit aussi neuf représentants.
La Confédération générale des producteurs de lait de brebis et des industriels de roquefort est gérée par le conseil d'administration formé du collège des 18 représentants des deux syndicats. Cette confédération assure la défense et la promotion du roquefort, coordonne les relations entre producteurs et transformateurs industriels, gère des services techniques d'appui auprès des éleveurs ainsi que des études et recherches et finance les analyses sur la composition et la qualité du lait.

## Figure emblématique de l'appellation
Maurice Astruc a longtemps été le représentant du roquefort de la marque Société dans les spots publicitaires. Ses bacchantes collaient très bien à l'image que les publicitaires voulaient donner du fromage. C'était un maître affineur choisi parmi le personnel de cette entreprise. La politique promotionnelle de l'entreprise l'a remplacé à sa retraite par un autre maître affineur plus jeune à partir de 2004. Maurice Astruc est mort le 12 avril 2012.

## Utilisation médicale

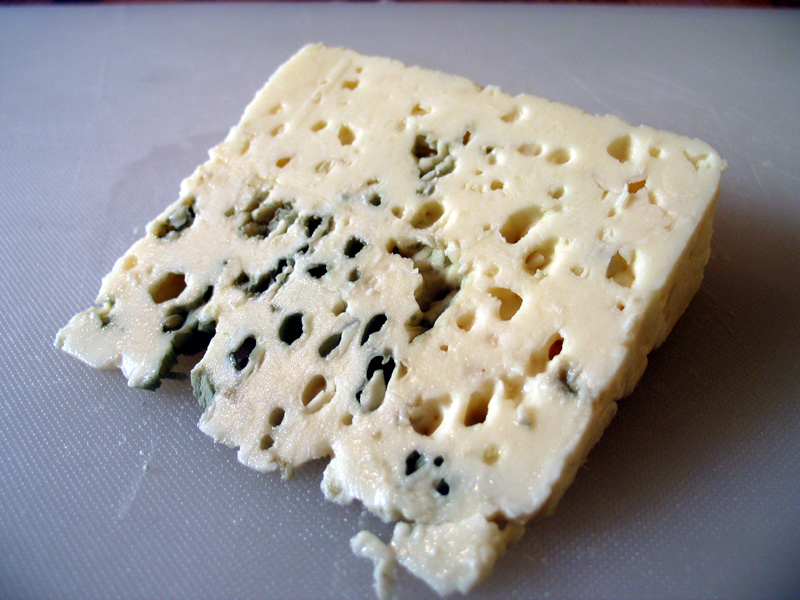
Roquefort

Même s'il est fréquemment allégué que le roquefort aurait autrefois été utilisé pour de prétendus effets antibactériens liés à son champignon bleu, de récentes études ont montré que Penicillium roqueforti ne produisait pas de pénicilline.
Bien que ce champignon soit de la même famille que P. notatum et P. chrysogenum, il n'est pas capable de réaliser la synthèse de pénicilline, par absence de la séquence nécessaire dans son génome.

## Conflit entre l'Union européenne–États-Unis d'Amérique

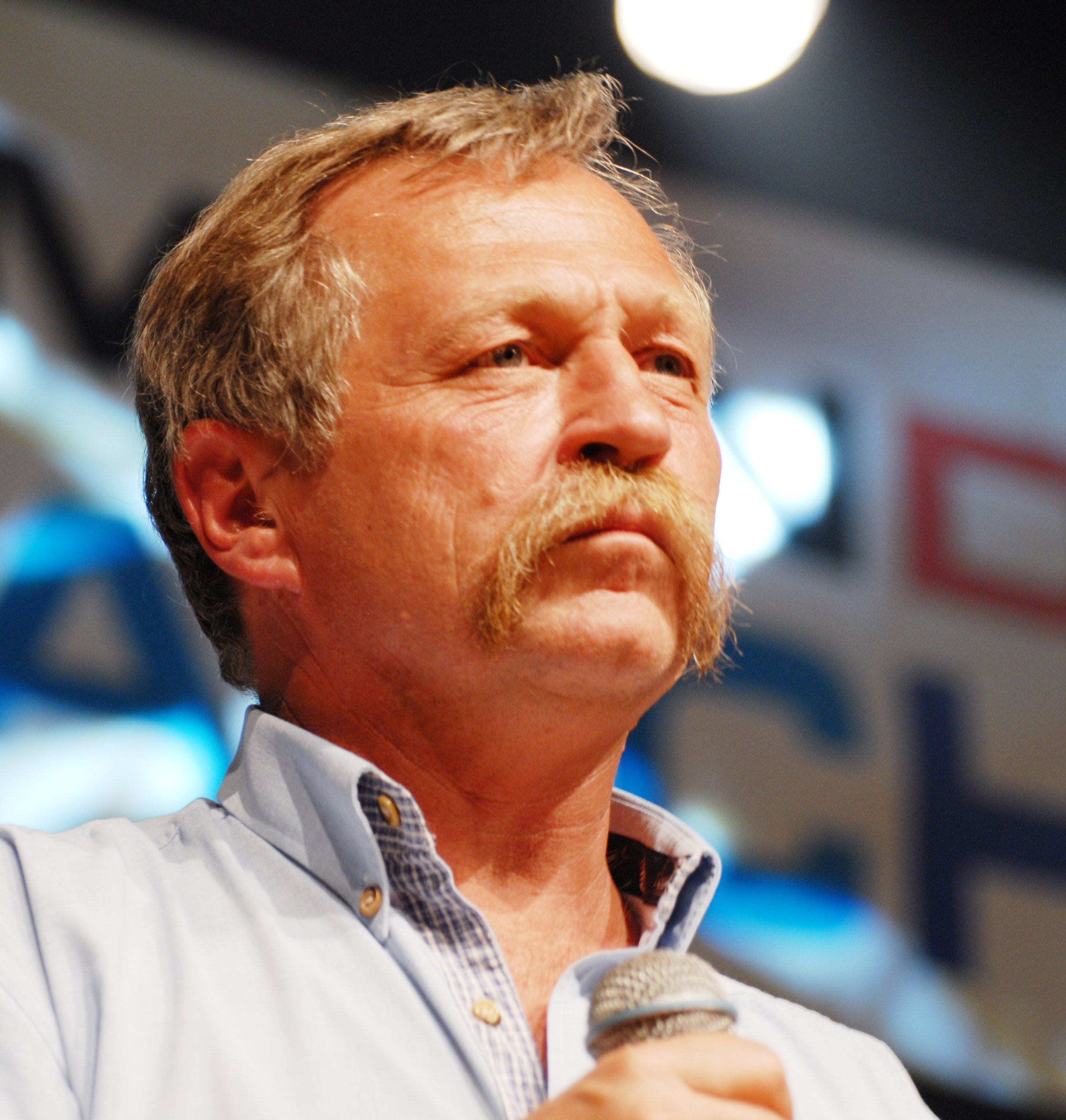
José Bové, adversaire de la malbouffe et du « capitalisme apatride ».

Un fait particulièrement médiatisé est l'action menée en 1999 par José Bové et plusieurs de ses homologues paysans militants de la Confédération paysanne et du SPLB (Syndicat des Producteurs de Lait de Brebis) le 12 août 1999 sur le chantier d'assemblage d'une sandwicherie McDonald's à Millau (voir l'article « Démontage du McDonald's de Millau »). Qualifiée de « démontage » par les syndicalistes paysans ou de « saccage » par le propriétaire du fast-food, cette action a été sanctionnée au cours d'un procès dont le verdict a condamné José Bové à une peine de trois mois de prison ferme et de prison avec sursis pour les autres agriculteurs.
Il s'agissait, pour la Confédération paysanne et le SPLB de protester contre la décision de l'Organisation mondiale du commerce d'autoriser les sanctions américaines (sous forme de taxation punitive de certaines importations d'origine européenne, dont le fromage au lait cru de roquefort), en raison du refus de l'Union européenne d'importer des États-Unis de la viande de vache élevée aux hormones de croissance.
En 2009, la Confédération générale des producteurs de lait de brebis et des industriels de Roquefort a lancé l’initiative Jaimeleroquefort, visant à fédérer les amateurs de roquefort afin de protéger ce produit unique contre les menaces de surtaxes. Les témoignages permettront un soutien à l’action entreprise à l’encontre des autorités concernées par cette question de taxe, qui se clôturera le 22 mars 2010.
En janvier 2009, l'administration de George W. Bush, juste avant la fin de son mandat, menace de taxer le roquefort à 300 % et soulève une fois de plus les inquiétudes des producteurs de lait et fabricants de roquefort.
Le président de la région Midi-Pyrénées, Martin Malvy, a envoyé au président des États-Unis, Barack Obama, du fromage de roquefort à l'occasion de son investiture.
Le conflit a finalement été résolu en mai 2009 sous la nouvelle administration de Barack Obama avec un accord qui voit les États-Unis renoncer aux droits de douane sur le roquefort, ainsi que sur les autres produits concernés, en échange d'un marché de viande bovine élevée sans hormones.

## Polémique autour de la production du roquefort
Le 24 juin 2020, la filière du roquefort est la cible d’une « attaque » de l’association de protection des animaux L214 qui diffuse une vidéo intitulée « Roquefort : souffrance d’origine garantie », tournée début 2020 dans un élevage et un abattoir d'ovins près de Rodez en Aveyron, dénonçant les conditions d’engraissement et d’abattage de centaines de milliers d’agneaux, « sous-produits » de l’industrie laitière liée à la production du roquefort, et notamment « le non-étourdissement des bêtes avant les égorgements et des conditions d'élevage indignes, avec des animaux privés de soins »,. L214 annonce porter plainte pour « sévices graves » contre l'abattoir Arcadie Sud-Ouest, déjà épinglé, selon l'association, par les services vétérinaires quatre ans auparavant pour « non-conformités majeures », et réclame « la fermeture d’urgence de l’abattoir, qui présente de graves problèmes structurels et des pratiques d’abattage grandement déficientes ». Elle enjoint par ailleurs à la Confédération générale des producteurs de lait de brebis et des industriels de roquefort de modifier le cahier des charges de l'appellation d'origine roquefort afin qu'il soit « interdit d’enfermer les agneaux toute leur vie dans des bâtiments fermés sans accès au pâturage. », demande balayée par son président, l’éleveur Jérôme Faramond, qui rappelle que « ses adhérents font du fromage, pas de la viande »,. Toutefois, la confédération déclare que « si L214 met au jour des pratiques inacceptables, la filière roquefort saura le cas échéant prendre position. ».
En réaction à la polémique suscitée par cette enquête qui « jette le discrédit sur la filière roquefort » « déjà fragilisée et qui perd des éleveurs », le ministre de l'Agriculture Didier Guillaume qui « salue L214 d'avoir fait cette vidéo » et « regrette que nous ne puissions pas assez le faire en interne », dénonce « des pratiques inacceptables avec des manquements graves aux règles de protection animale » et ordonne « la suspension immédiate de la chaine ovine de l’abattoir et diligente une inspection complète », tout en demandant aux Français « de rester fidèles au roquefort et à l'agneau. ».